# Anežka z Montferratu
Anežka z Montferratu (asi 1187 – 1207/1208) byla první císařovnou Jindřicha I. Konstantinopolského.

## Biografie
Anežka byla dcerou Bonifáce z Montferratu. Podle Geoffroyho z Villehardouinu Anežka pobývala v Lombardii, dokud ji otec v roce 1206 nepovolal do Soluně. Bonifác poslal Ottu de la Roche za vyslance ke konstantinopolskému císaři Jindřichovi s nabídkou sňatku mezi císařem a Anežkou. Jindřich s nabídkou souhlasil.
Geoffrey Villehardouin sám a Miles Brabantský byli pověření jejím doprovodem do Konstantinopole, který proběhl bez zaznamenaných incidentů. 4. února proběhla svatba císaře Jindřicha a Anežky a podle Villehardouina se odehrála v chrámu Boží moudrosti. Podle Dictionnaire historique et Généalogique des grandes familles de Grèce, d'Albanie et de Constantinople (1983) od Mihaila-Dimitriho Sturdzy byl tento sňatek součástí nové aliance mezi Bonifácem a císařem Jindřichem proti Kalojanovi Bulharskému.
Villehardouin zaznamenal, že zhruba v září 1207 Jindřich informoval svého tchána o Anežčině těhotenství. Kronika končí smrtí Bonifáce 4. září 1207 a tudíž už nezaznamenala výsledek onoho těhotenství. Jelikož neexistují další zmínky o Anežce, předpokládá se, že zemřela při porodu i s dítětem.
V roce 1208 Henri de Valenciennes zmiňuje sňatek Jindřichovy dcery a Alexandra, synovce Petra II. Bulharského, Asena I. a Kalojana. Anežčina dcera by byla novorozeně a tudíž v nevhodném věku pro sňatek, tudíž ona dcera je považována za Jindřichova levobočka.